# Adam z Wodeham
Adam z Wodeham (Goddam/Woodham; ur. ok. 1298 w okolicach Southampton, zm. 1358) – angielski franciszkanin, filozof średniowieczny, przedstawiciel nominalizmu, ockhamista.

## Życie
Do zakonu franciszkańskiego Adam z Wodeham wstąpił w młodym wieku. Edukacja w zakonie umożliwiła mu zapoznanie się z myślą czołowych angielskich filozofów franciszkańskich jego czasów, Waltera Chattona i Wilhelma Ockhama, pod których wpływem się znalazł. Prawdopodobnie nauki odbywał w studium franciszkańskim w Londynie ok. 1317–1321, tam właśnie jego mentorem miał być Chatton. Pod koniec tego okresu do Londynu przybył Ockham – odtąd w sporach filozoficznych, które wiedli Ockham i Chatton, Adam z Wodeham opowiadał się często po stronie Ockhama.
Ockham i Adam z Wodeham żyli w tym samym konwencie franciszkańskim w Londynie w latach 1320–1324. W 1324 Ockham na polecenie papieża Jana XXII przeniósł się do Awinionu, podróżował też po Prowansji. W okresie 1320–1324 Adam z Wodeham współpracował z Ockhamem nad jego głównym pismem Summa logicae, pomagając mu przygotować je do publikacji.
Krótko po wyjeździe Ockhama z Londynu, Adam z Wodeham przeniósł się do Oksfordu w celu pogłębienia studiów (dokładna chronologia jego współpracy z Ockhamem i data przeniesienia się do Oksfordu nie są znane). W Oksfordzie ukończył wyższy etap studiów teologicznych i zdobył kwalifikacje do wykładania Sentencji. Słuchał tam wykładów Richarda Fitzralpha. Miało to miejsce prawdopodobnie w latach 1326–1327, a z pewnością przed wyjazdem Fitzralpha do Paryża w 1329.
Po ukończeniu studiów Adam z Wodeham wykładał Sentencje wpierw w szkołach prowincjonalnych (Norwich i Londyn), następnie w Oksfordzie. W Norwich nauczał pod koniec lat 20. XIV wieku. W Londynie w latach 20. XIV wieku, szczególnie księgi III Sentencji. W Oksfordzie nauczał prawdopodobnie między 1332 a 1334. Był 61. wykładowcą w kolegium Greyfriars. Jego wykłady z tego okresu, stanowiące rozwinięcie wcześniejszych, mają bardziej dojrzały charakter.
Ostatnie lata życia Adama z Wodeham są bardzo słabo znane, wiadomo m.in., że latem 1339 był w Bazylei.

## Myśl
Adam z Wodeham był kontynuatorem filozofii Wilhelma Ockhama, którego znał osobiście. Był myślicielem koncentrującym się przede wszystkim na problematyce logicznej i semantycznej. Wywarł duży wpływ na teologów swoich czasów, szczególnie na Grzegorza z Rimini. Do jego najbardziej innowacyjnych idei należy pogląd na przedmiot wiedzy naukowej w odniesieniu do Sentencji [I, d., I., q. 1], w którym po raz pierwszy pojawia się teza o complexe significabile.

## Dzieła
Owocem działalności w Oksfordzie i Norwich był komentarz Lectura secunda. Znane są ponadto dwa inne jego dzieła, Tracatus de indivisibilibus i Tractatus alphabeticus.